# Evolución cuántica
La evolución cuántica es un término acuñado por el paleontólogo George Gaylord Simpson (1902-1984) en el marco de su teoría del ritmo del cambio evolutivo. De acuerdo con Simpson (1944), algunos linajes en el registro fósil evolucionaron con extrema lentitud, mientras que otros lo hicieron más rápidamente. Simpson observó que la mayor parte de los linajes filogenéticos se mantiene estable durante largos períodos de tiempo, mientras que otros muestran un patrón fluctuante en su descendencia evolutiva. El término "evolución cuántica" designa a aquellas líneas evolutivas donde se observa un ritmo de especiación rápido. En palabras de Simpson: 

La totalidad del registro fósil prueba que la aparición de un tipo adaptativo absolutamente nuevo se produce por lo general a una velocidad mucho mayor que la adaptación progresiva y la diversificación subsiguiente del tipo. La rapidez de tales pasos, de un nivel o un equilibrio adaptativo absolutamente nuevo se produce por lo general a una velocidad mucho mayor que la adaptación progresiva y la diversificación subsiguiente del tipo. La rapidez de estos pasos, de un nivel o un equilibrio adaptativo a otro, sugirió para este fenómeno la denominación de “evolución cuántica”...
Simpson, 1951/1961, p. 165

## Evolución cuántica y deriva genética
Simpson fundamentó el mecanismo causal de la evolución cuántica en la teoría de la deriva genética de Sewall Wright. Creía que las transiciones evolutivas más importantes aparecerían cuando pequeñas poblaciones (aisladas del flujo genético) se fijasen en combinaciones genéticas inusuales. Esta fase no adaptativa (por deriva genética) dirigiría a un grupo poblacional (por selección natural) desde un pico adaptativo estable a otro, dentro del paisaje adaptativo. 